# Chura loenpa
Chura loenpa é um queijo tibetano, importante para a culinária da região. É um queijo macio, similar ao cottage.